# ТЕС Ойун-Муса
ТЕС Ойун-Муса — теплова електростанція в Єгипті, розташована південний схід від Суеца, на східному узбережжі Суецької затоки.
У 2000 році на площадці станції ввели два класичних конденсаційних енергоблоки з турбінами Siemens потужністю по 320 МВт.
Для охолодження використовується морська вода.
Як паливо станція споживає природний газ, що надходить по трубопроводу Порт-Саїд – Ойун-Муса.
Видача продукції відбувається по ЛЕП, що працює під напругою 220 кВ.